# Google URL Shortener
Google URL Shortener, également connu sous le nom de goo.gl, est un service de réduction d'URL appartenant à Google. Il est lancé en décembre 2009, initialement utilisé pour la barre d’outils Google et FeedBurner. L’entreprise lance un site web distinct, goo\.gl, en septembre 2010,,.
Google remplace ce service en interne par les Firebase Dynamic Links, qui servent désormais à raccourcir les liens pour Google Maps et les produits Google Workspace.
L’utilisateur peut accéder à une liste des URL précédemment raccourcies après connexion à son compte Google. Des données d’analyse en temps réel, incluant le trafic dans le temps, les principaux référents et les profils de visiteurs, sont enregistrées. Pour renforcer la sécurité, Google ajoute une détection automatique du spam reposant sur le même type de technologie de filtrage que Gmail.
Le service n’accepte plus de nouveaux utilisateurs depuis le 13 avril 2018 et Google arrête le service pour les utilisateurs existants le 30 mars 2019. Les liens existants ne redirigent plus vers la destination prévue, à l’exception des liens goo\.gl générés via les applications Google. Il est remplacé par Firebase mais les liens existants ne deviennent pas automatiquement des Dynamic Links.
Le 18 juillet 2024, Google annonce que les liens raccourcis via Google URL Shortener cesseront de fonctionner à compter du 25 août 2025, sauf ceux générés via des applications Google. Google ajoute une page interstitielle d’avertissement aux utilisateurs le 23 août 2024.